# Dysoxylum
Dysoxylum är ett släkte av tvåhjärtbladiga växter. Dysoxylum ingår i familjen Meliaceae.

## Dottertaxa tillDysoxylum, i alfabetisk ordning[1]
- Dysoxylum acutangulum
- Dysoxylum alatum
- Dysoxylum aliquantulum
- Dysoxylum alliaceum
- Dysoxylum alliarum
- Dysoxylum aneityense
- Dysoxylum angustifolium
- Dysoxylum annae
- Dysoxylum arborescens
- Dysoxylum beddomei
- Dysoxylum bijugum
- Dysoxylum boridianum
- Dysoxylum brachybotrys
- Dysoxylum brassii
- Dysoxylum brevipaniculum
- Dysoxylum canalense
- Dysoxylum carolinae
- Dysoxylum cauliflorum
- Dysoxylum championii
- Dysoxylum crassum
- Dysoxylum cumingianum
- Dysoxylum cyrtobotryum
- Dysoxylum densiflorum
- Dysoxylum dolichobotrys
- Dysoxylum dumosum
- Dysoxylum enantiophyllum
- Dysoxylum excelsum
- Dysoxylum ficiforme
- Dysoxylum flavescens
- Dysoxylum fraseranum
- Dysoxylum gaudichaudianum
- Dysoxylum gillespieanum
- Dysoxylum gotadhora
- Dysoxylum grande
- Dysoxylum hapalanthum
- Dysoxylum hoaense
- Dysoxylum hongkongense
- Dysoxylum hornei
- Dysoxylum huntii
- Dysoxylum inopinatum
- Dysoxylum juglans
- Dysoxylum kaniense
- Dysoxylum klanderi
- Dysoxylum kouiriense
- Dysoxylum latifolium
- Dysoxylum laxiracemosum
- Dysoxylum lenticellare
- Dysoxylum lenticellatum
- Dysoxylum loureirii
- Dysoxylum macranthum
- Dysoxylum macrocarpum
- Dysoxylum macrostachyum
- Dysoxylum magnificum
- Dysoxylum malabaricum
- Dysoxylum medogense
- Dysoxylum microbotrys
- Dysoxylum middletonianum
- Dysoxylum minutiflorum
- Dysoxylum mollissimum
- Dysoxylum myriandrum
- Dysoxylum nutans
- Dysoxylum oliveri
- Dysoxylum oppositifolium
- Dysoxylum pachyphyllum
- Dysoxylum pachypodum
- Dysoxylum pachyrhache
- Dysoxylum pallens
- Dysoxylum papillosum
- Dysoxylum papuanum
- Dysoxylum parasiticum
- Dysoxylum pauciflorum
- Dysoxylum perryanum
- Dysoxylum pettigrewianum
- Dysoxylum phaeotrichum
- Dysoxylum poilanei
- Dysoxylum pumilum
- Dysoxylum quadrangulatum
- Dysoxylum randianum
- Dysoxylum rigidum
- Dysoxylum roseum
- Dysoxylum rubrocostatum
- Dysoxylum rufescens
- Dysoxylum rugulosum
- Dysoxylum seemanni
- Dysoxylum sessile
- Dysoxylum setosum
- Dysoxylum sparsiflorum
- Dysoxylum spectabile
- Dysoxylum stellato-puberulum
- Dysoxylum swaminathanianum
- Dysoxylum tenuiflorum
- Dysoxylum tongense
- Dysoxylum tonkinense
- Dysoxylum variabile
- Dysoxylum yunzaingense